# Радченко Віктор Володимирович
Віктор Володимирович Радченко — радянський український кінооператор.

## Життєпис
Народ. 24 грудня 1907 р. у м. Севастополь в родині штурмана.
Закінчив Київський художній інститут (1930) та операторський факультет Київського інституту кінематографії (1932).
Працював у кіно з 1931 р.
З 1940 р. — оператор Київської студії науково-популярних фільмів.
Був членом Спілки кінематографістів України.
Помер 31 січня 1962 р. в Севастополі.

## Фільмографія
Зняв кінострічки: «Сорочинський ярмарок» (1938, асистент оператора у співавт. з К. Куляєвим), «На дитячому майданчику» (1945), «Глаукома. Оптична пересадка рогівки», «Вони бачать знову» (1947. Диплом "За найкращий науково-популярний фільм Міжнародного кінофестивалю в Кардових Варах, 1948), «Тканева терапія» (1948), «Досягнення науки впроваджувати в колгоспне виробництво» (1949), «Шевченко — художник» (1954), «Комбайн „Донбас“» (1953), «По слідах невидимих ворогів» (1955. Почесна грамота на Міжнародному кінофестивалі науково-популярних фільмів. Монтевідео, 1956), «Іван Франко» (1956), «Дніпро» (1957), «Правила запобіжності зіткнення суден у морі» (1959), «В Інституті електрозварювання ім. Патона» (1960), «Моє відречення» (1961).